# Exceso de cabida en una tasación
El exceso de cabida en una tasación inmobiliaria se refiere a la existencia de una superficie de terreno o edificio mayor que la que figura inscrita en el registro de la propiedad.
Para la identificación de una finca en el Registro de la Propiedad se utiliza, entre otras características, su medida superficial. Las superficies que se suelen describir son las correspondientes a la parcela y a la superficie construida en el caso de que exista alguna edificación. En el caso de las divisiones horizontales, en las que cada vivienda o piso es una finca registral independiente, se describe solamente la superficie construida de la vivienda que conforma la finca registral independiente.
Pero hay ocasiones en las que la superficie real de la finca excede de la que figura inscrita en el Registro de la Propiedad. Este exceso puede corresponder bien a la superficie construida, bien a la superficie del terreno, bien a ambas. En estos casos, cuando se realiza una tasación, se informa de la existencia del exceso y de cómo afecta a la valoración mediante cautelas (observaciones, advertencias o condicionantes). 

## Posibles causas
Algunas veces este exceso de cabida puede ser simplemente un error material en la medida de la finca, provocado por la inexactitud de los antiguos métodos de medición, arrastrando superficies incorrectas a lo largo de los años; o bien otras situaciones más comprometidas como el intento de alterar los linderos de la finca con el fin de invadir otra finca vecina.
Un caso habitual es el de las viviendas unifamiliares en las que el vallado perimetral ha invadido la parcela de la vivienda colindante. En el ámbito de fincas rústicas la situación de exceso de cabida es todavía más usual puesto que la imprecisión en los linderos es muy frecuente lo que dificulta aún más el proceso de identificación.

## Problemática que genera un exceso de cabida
Uno de los principales problemas derivados de un exceso de cabida es la falta de seguridad en la identificación de la finca; es decir, no hay seguridad de que el exceso de superficie pertenezca realmente a la finca o que se trate, como se ha comentado anteriormente, de una invasión de otra finca vecina.
Además, el exceso de cabida supone un problema en posteriores inscripciones del inmueble, así como en las inscripciones de Declaración de Obra Nueva y División Horizontal.
En el caso de pretender hipotecar una propiedad en esta situación, al acreedor hipotecario le suele interesar que en el registro esté inscrita la superficie real que ha dado lugar al valor que se ha tenido en cuenta para conceder el préstamo.

## Inscripción Registral de los excesos de cabida
En el caso de España, para la inscripción de cualquier exceso de cabida, es indispensable que el registrador no tenga dudas fundadas sobre la identidad de la finca. Además, la rectificación de la inscripción solo será posible en los supuestos establecidos en la normativa (Ley Hipotecaria, de 8 de febrero de 1946, artículo 200 y sucesivos).
El procedimiento de inscripción depende del porcentaje en que se excede la superficie registral:
- En caso de excesos inferiores al 5% de cabida se permite la mera rectificación de la superficie directamente en el Registro de la Propiedad (Art. 298 R.H.).
- Para excesos entre el 5% y el 10% de cabida, se debe contar con un certificado o informe de técnico competente que permitan la perfecta identificación de la finca y de su exceso de cabida (Art. 298 R.H.).
- Cuando el exceso es superior al 10% de cabida existen diversas opciones:
  - mediante la tramitación judicial de un expediente de Dominio. No está sujeto a temporalidad, por lo que una vez inscrito el exceso de cabida queda consolidado el derecho sobre toda la superficie
  - mediante Acta de Notoriedad, que se tramita de forma notarial, con la presencia de todas las partes afectadas. No está sujeto a temporalidad para inscripción de excesos de cabida.
  - Acta de Presencia y Notoriedad, similar al anterior, pero que permite también la rectificación de los linderos.
  - Mediante la inscripción del títulos público de adquisición del exceso de superficie. Sí está sujeto a temporalidad: no surtirán efectos respecto de tercero hasta transcurridos dos años desde su fecha. (Artículo 207).